# Nuth (gemeente)

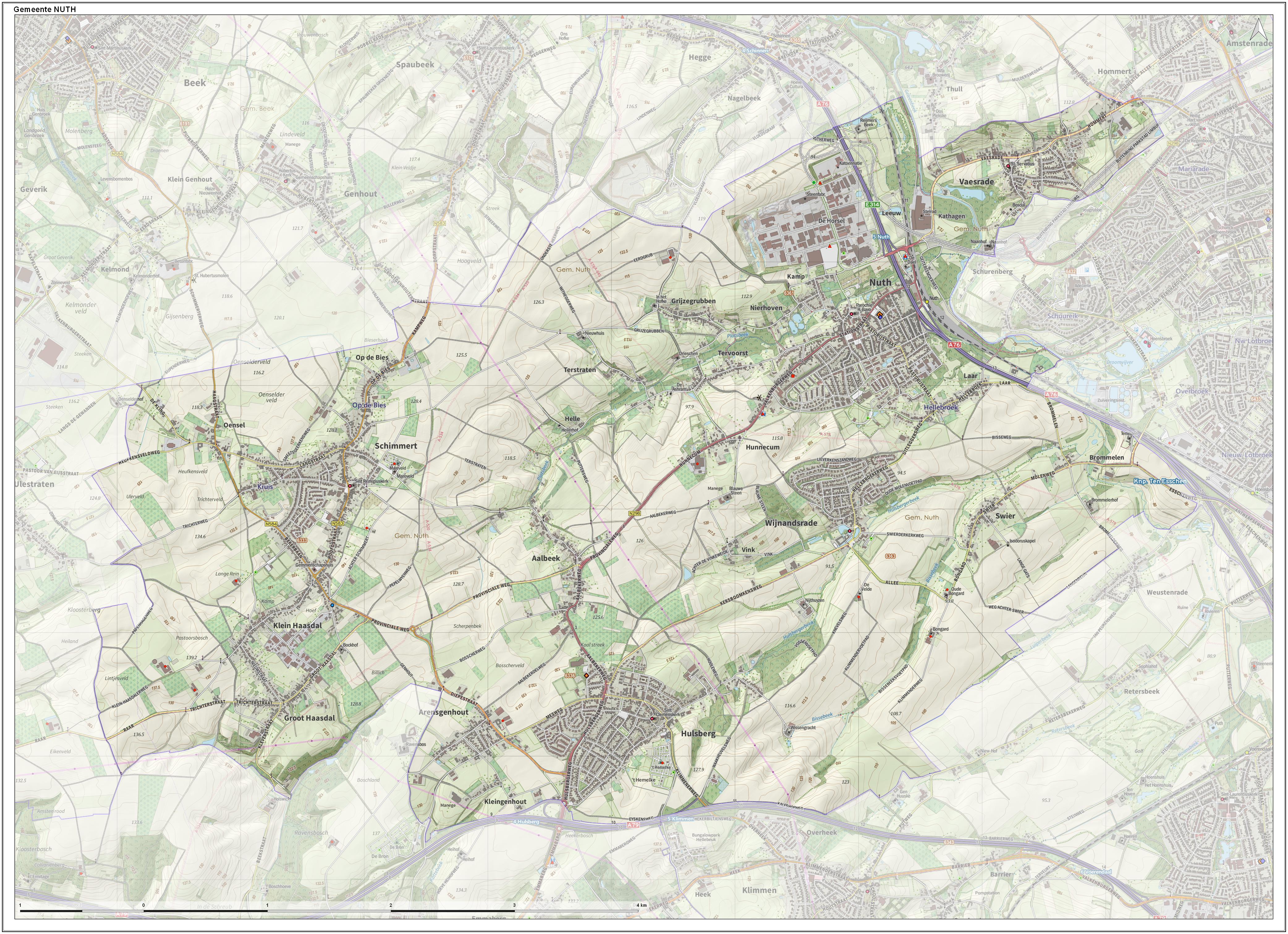
Topografische gemeentekaart van Nuth

Nuth (uitspraakⓘ) was tot 31 december 2018 een gemeente in de Nederlandse provincie Limburg. De hoofdplaats was het gelijknamige kerkdorp Nuth. De gemeente telde 15.195 inwoners (31 mei 2018, bron: CBS) en had een oppervlakte van 32,63 km² (waarvan 4 km² water). Nuth fuseerde op 1 januari 2019 met de naburige gemeenten Onderbanken en Schinnen tot de nieuwe gemeente Beekdaelen.

## Kernen
De gemeente Nuth was een fusiegemeente, ontstaan na twee gemeentelijk herindelingen: in 1821 met de toevoeging van Vaesrade en in 1982 met de toevoeging van Hulsberg, Schimmert en Wijnandsrade. Tevens werd bij deze laatste herindeling het Kathagerbroek (tot dan behorend aan de gemeente Hoensbroek) toegevoegd. De gemeente Nuth telde 5 dorpen en 25 buurtschappen en gehuchten.

### Dorpen en gehuchten
Aantal inwoners per woonkern op 1 juli 2014:
| Nederlandse naam |  | Limburgse naam |  | Aantal |
| Nuth             |  | Nut            |  | 5476   |
| Hulsberg         |  | Hölsberg       |  | 4049   |
| Schimmert        |  | Sjömmert       |  | 3295   |
| Wijnandsrade     |  | Wienesrao      |  | 1701   |
| Vaesrade         |  | Vaosje         |  | 1043   |

Bron: Gemeentegids Gemeente Nuth januari 2015.

### Buurtschappen
Naast deze officiële kernen bevonden zich in de gemeente de volgende buurtschappen (geen wijken):
| - Aalbeek (Oalbèèk) - Arensgenhout (Arèsgehout) - Op de Bies - Brand - Brommelen (Brómmele) - Groot Haasdal (Groat Hazel) - Grijzegrubben (Griëzegröbbe) - Helle (G'n Hèl) - Hellebroek (Hèllebrook) - Hommert (De Hómmert of De Hoemert) - Hunnecum (Hunnekem) - Kamp (Kamp) - Kathagen (Kathage) - Klein Haasdal (Klein Hazel) - Kruis (Gekruus) | - Laar (Laor) - Leeuw (Lui) - Nierhoven (Nirve) - Oensel (Oansel) - Reuken (G'n Reuke) - Swier (Swier) - Terstraten (Tersjtraote) - Tervoorst (Tervoeësj) - Vink - Wissengracht (Wisjegrach) |

## Geografie
De gemeente Nuth lag in een vrij landelijk en heuvelachtig gebied in het midden van Zuid-Limburg.
| Aangrenzende gemeenten | Aangrenzende gemeenten | Aangrenzende gemeenten | Aangrenzende gemeenten | Aangrenzende gemeenten |
| ---------------------- | ---------------------- | ---------------------- | ---------------------- | ---------------------- |
| Beek                   |                        | Schinnen               |                        |                        |
|                        |                        |                        |                        |                        |
| Meerssen               | Heerlen                |                        |                        |                        |
|                        |                        |                        |                        |                        |
|                        |                        | Valkenburg aan de Geul |                        | Voerendaal             |

Tot 1 maart 2003 participeerde Nuth in Parkstad Limburg, een samenwerkingsverband tussen verschillende gemeenten in de regio. Na veel getouwtrek sloot Nuth zich in 2009 weer aan bij de plusregio Parkstad Limburg.

## Religie
De gemeente had verschillende kerkdorpen met parochies binnen haar grenzen. De kerken en parochies in de gemeente waren de:
- Sint-Clemenskerk te Hulsberg
- Sint-Bavokerk te Nuth
- Sint-Remigiuskerk te Schimmert
- Sint-Servatiuskerk te Vaesrade
- Sint-Stefanuskerk te Wijnandsrade

Daarnaast bevonden zich er diverse wegkruizen en kapelletjes in de gemeente.
Gebouwen die als klooster zijn gebruikt, zijn onder andere Landhuis Aalbeek als voormalig Jezuïetenklooster in Aalbeek, klooster Missiezusters Oblaten van de Assumptie in Hulsberg en Kasteel Wijnandsrade, gebruikt als klooster in Wijnandsrade.
Verder is er een Lourdesgrot in Wijnandsrade.

## Gemeenteraad
De laatste gemeenteraad werd samengesteld na de val van de coalitie in september 2016.
CDA, GroenLinks en Leefbaar Nuth vormden met 7 zetels samen de oppositie, BBN, Trots Nuth, VVD, LPGN en de nieuwe fractie Pluijmaekers vormden met 10 zetels de coalitie.
| Gemeenteraadszetels  | Gemeenteraadszetels | Gemeenteraadszetels | Gemeenteraadszetels | Gemeenteraadszetels | Gemeenteraadszetels | Gemeenteraadszetels |
| -------------------- | ------------------- | ------------------- | ------------------- | ------------------- | ------------------- | ------------------- |
| Partij               | 1998                | 2002                | 2006                | 2010                | 2014                | 2016                |
| CDA                  | 5                   | 6                   | 5                   | 5                   | 3                   | 3                   |
| PvdA                 | 3                   | 2                   | 4                   | 2                   | 1                   | 0                   |
| Leefbaar Nuth        | 1                   | 1                   | 4                   | 2                   | 2                   | 2                   |
| VVD                  | 2                   | 2                   | 3                   | 2                   | 2                   | 2                   |
| GroenLinks           | 0                   | 1                   | 1                   | 2                   | 2                   | 2                   |
| Groot Nuth           | 1                   | 1                   | 0                   | 2                   | 1                   | 1                   |
| Lokale Partij Nuth   | 0                   | 0                   | 0                   | 1                   | -                   | -                   |
| Trots op Nederland   | 0                   | 0                   | 0                   | 1                   | 2                   | 2                   |
| Lijst Lenoir         | 5                   | 4                   | 0                   | 0                   | -                   | -                   |
| BurgerBelangen Nuth  | 0                   | 0                   | 0                   | 0                   | 4                   | 4                   |
| Fractie Pluijmaekers | 0                   | 0                   | 0                   | 0                   | 0                   | 1                   |
| Totaal               | 17                  | 17                  | 17                  | 17                  | 17                  | 17                  |

## College
Na de gemeenteraadsverkiezingen van 2010 werd een college van burgemeester en wethouders gevormd bestaande uit de partijen CDA, PvdA en Leefbaar Nuth. Op 11 juni 2012 werd Trots op Nederland daaraan toegevoegd, waarmee het college 10 van de 17 raadszetels vertegenwoordigde.
Na de val van de coalitie in september 2016 werd er diezelfde maand nog een nieuw college van B&W samengesteld:
Burgemeester: Désirée Schmalschläger (GroenLinks).
Wethouders: Harry Bakker (Trots), Fons Heuts (BBN) en Ed Slangen (VVD).

## Monumenten
In de gemeente waren er een aantal rijksmonumenten, gemeentelijke monumenten en oorlogsmonumenten, zie:
- Lijst van rijksmonumenten in Nuth (gemeente)
- Lijst van gemeentelijke monumenten in Nuth
- Lijst van oorlogsmonumenten in Nuth